# Euchlaena clementina
Euchlaena clementina är en fjärilsart som beskrevs av Carl Freiherr von Gumppenberg 1895. Euchlaena clementina ingår i släktet Euchlaena och familjen mätare. Inga underarter finns listade i Catalogue of Life.